# Liberty Dollar
Liberty Dollar (ALD) var en privat amerikansk valuta som gavs ut i form av präglade mynt, guld- och silvercertifikat samt som elektronisk valuta. Valutan introducerades 1998 och gick i graven i november 2007, efter en razzia av FBI och U.S. Secret Service, ett knappt år efter att U.S. Mint (USA:s myntverk) förklarat mynten olagliga på grund av att de kunde förväxlas med amerikanska dollar-mynt.

## Historik
Valutan, som backades upp av guld och silver, grundades 1998 av en privat ideell organisation kallad NORFED (National Organization for the Repeal of the Federal Reserve Act and the Internal Revenue Code). Enligt organisationens hemsida var Liberty Dollar, lagligt sett, certifikat som "garanterade att innehavaren hade äganderätt till en viss summa silver eller guld som förvarades i en lagerlokal i Coeur d'Alene i den amerikanska delstaten Ohio".